# Icarus Montgolfier Wright
Icarus Montgolfier Wright ist ein US-amerikanischer animierter Kurzfilm von Osmond Evans aus dem Jahr 1962.

## Handlung
22. August 1970: In der Nacht vor dem ersten bemannten Flug zum Mond wartet die Menschheit, wartet die Erde. Jedediah Prentiss, seit fünf Jahren Astronaut, schläft und wird am nächsten Morgen mit der Rakete zum Mond fliegen. Er hat Zweifel, dass sein normaler Name nicht in die Geschichte eingehen könnte. Der Erzähler lässt ihn in drei Visionen einen neuen, kraftvollen und die Zeiten überdauernden Namen finden: Der Geschichte des Ikarus folgt der erste Ballonaufstieg der Gebrüder Montgolfier und am Ende die Erinnerung an die Kindheit, in der Prentiss ein Spielzeugflugzeug besaß, und damit eine Erfindung der Brüder Wright. Icarus Montgolfier Wright ist der Name, mit dem Prentiss in die Geschichte eingehen soll. Als er am nächsten Morgen zur Rakete geht, warten Journalisten auf ihn und fragen ihn nach seinem Namen. Er antwortet nach kurzem Zögern „Icarus Montgolfier Wright“. Der Film endet mit dem Start der Rakete.

## Produktion
Icarus Montgolfier Wright kam 1962 in die Kinos. Der Film beruht auf der Kurzgeschichte Ikaros Montgolfier Wright von Ray Bradbury, die 1959 im Kurzgeschichtenband Medizin für Melancholie erschienen war. Bradbury war auch am Drehbuch des Films beteiligt. Er legte 1962 die erste bemannte Mondlandung auf August 1970. In Wirklichkeit betrat der erste Mensch bereits kurz zuvor, am 21. Juli 1969, den Mond.
Der Film arbeitet in weiten Teilen mit gezeichneten Standbildern. Nur wenige Szenen, darunter der Raketenstart, sind tatsächlich animiert.

## Synchronisation
| Rolle             | Originalsprecher |
| ----------------- | ---------------- |
| Erzähler          | James Whitmore   |
| Jedediah Prentiss | Ross Martin      |

## Auszeichnungen
Icarus Montgolfier Wright wurde 1963 für einen Oscar in der Kategorie „Bester animierter Kurzfilm“ nominiert, konnte sich jedoch nicht gegen The Hole durchsetzen.